# Bibliothèque du Palais de la Paix
La Bibliothèque du Palais de la Paix est une bibliothèque d'études et spécialisée dans le droit international. Elle est située dans le Palais de la Paix de La Haye (Pays-Bas) et a été créée pour soutenir les autres institutions logées dans le Palais.

## Description
Ouverte en 1913, lors de la création du Palais de la Paix, c'est l'une des plus anciennes bibliothèques dédiées au droit international. Son principal objectif est de servir les institutions résidant dans la Palais de la Paix, soit la Cour permanente d'arbitrage, la Cour internationale de justice des Nations unies, l'Académie de droit international de La Haye. La bibliothèque est également ouverte à tous les chercheurs et étudiants en droit international .

## Histoire
La fondation Carnegie des Pays-Bas est créée en 1903 et rend la création du Palais de la Paix possible grâce à une donation d'Andrew Carnegie, qui insiste pour qu'à côté des tribunaux, une salle soit réservée à une bibliothèque de droit. Le Palais est terminé en 1913, juste avant le début de la Première Guerre mondiale
La Fondation Carnegie des Pays-Bas gère toujours la bibliothèque mais est désormais financée par le ministère des affaires étrangères des Pays-Bas.
La bibliothèque est située directement dans le Palais jusqu'en 2007, date de son déménagement vers un nouveau bâtiment, à l'arrière du Palais, qu'elle partage avec l'Académie de droit international.

## Collections
La Bibliothèque du Palais de la Paix a recueilli des ouvrages depuis son ouverture et possède plus d'un million de titres. Une grande partie est consultable dans le catalogue en ligne de la Bibliothèque, qui dépouille aussi les articles des revues. Pour son classement, la Bibliothèque essaie de rester autant que possible fidèle au catalogue de la bibliothèque, conçu en 1916 par Elsa Oppenheim, fille de l'avocat international Jacques Oppenheim. La bibliothèque utilise également un système de classification moderne, avec près de 4500 mots-clés.

### Droit national et international
La plupart des collections de la bibliothèques concernent le droit public international : loi sur la responsabilité des États, droits humains, droit international humanitaire, loi pénale internationale, droit des organisations internationales, droit européen, etc. La collection du Palais comprend en outre des ouvrages sur le droit international privé, le droit commercial international, etc.
En 2012, la Bibliothèque du Palais de la Paix et l'Institut pour la sécurité de l'environnement (en) commencent à travailler à une base de données sur le droit environnemental et l'Écocide.
La bibliothèque recueille également des livres sur certains sujets de droit nationaux, comme le droit pénal, les politiques publiques intérieures ou le droit constitutionnel.

### Collections spécifiques
La bibliothèque possède quelques collections particulièrement notables dont la « collection Grotius », qui est la plus importante. Le fonds contient possède la plus grande collection au monde d'œuvres d'Hugo Grotius, y compris une édition rare de De Iure Belli ac Pacis (Sur les lois de la guerre et de la paix), son œuvre la plus célèbre.

## Galerie

Bibliothèque du Palais de la Paix, 2014.
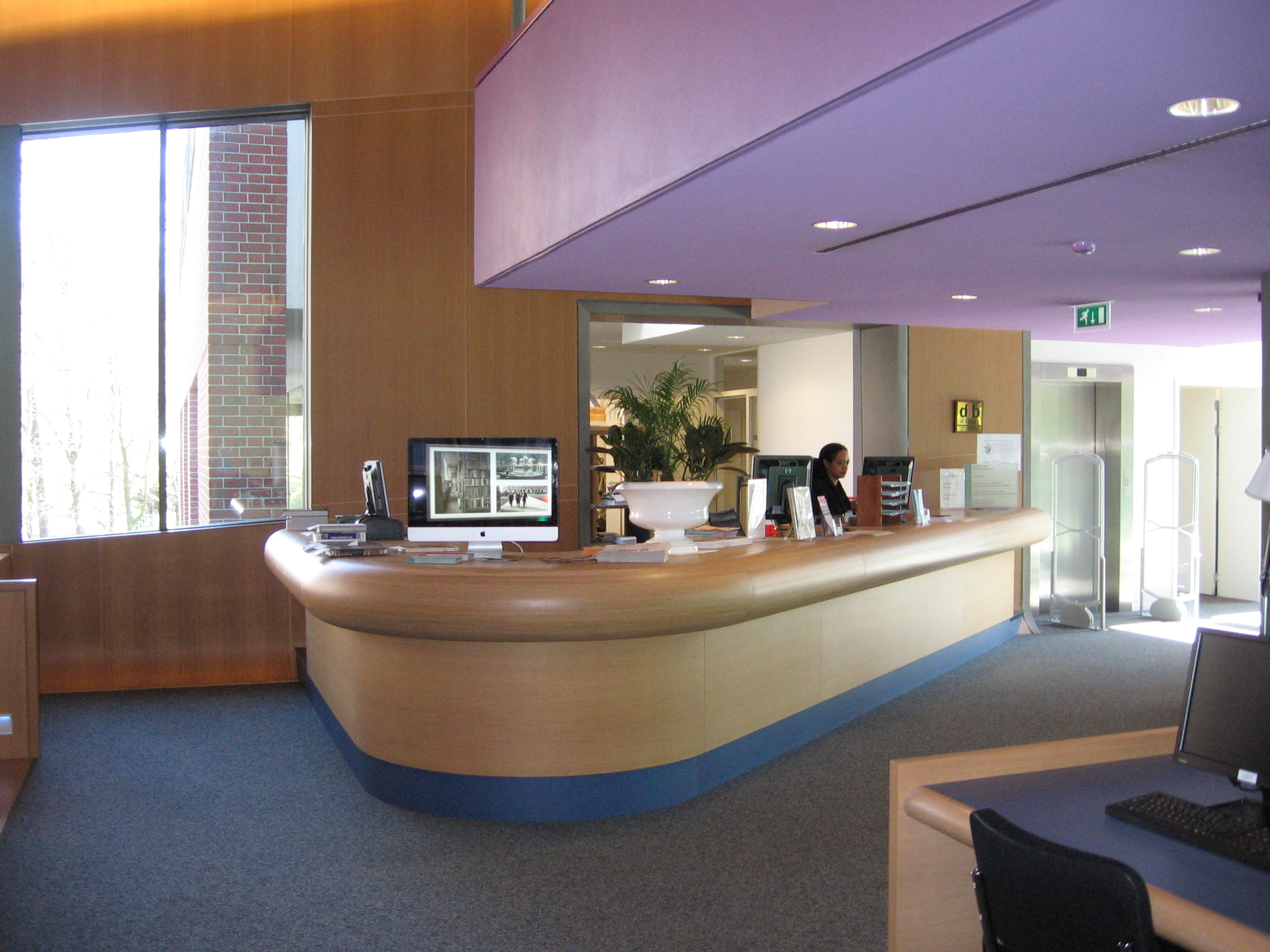
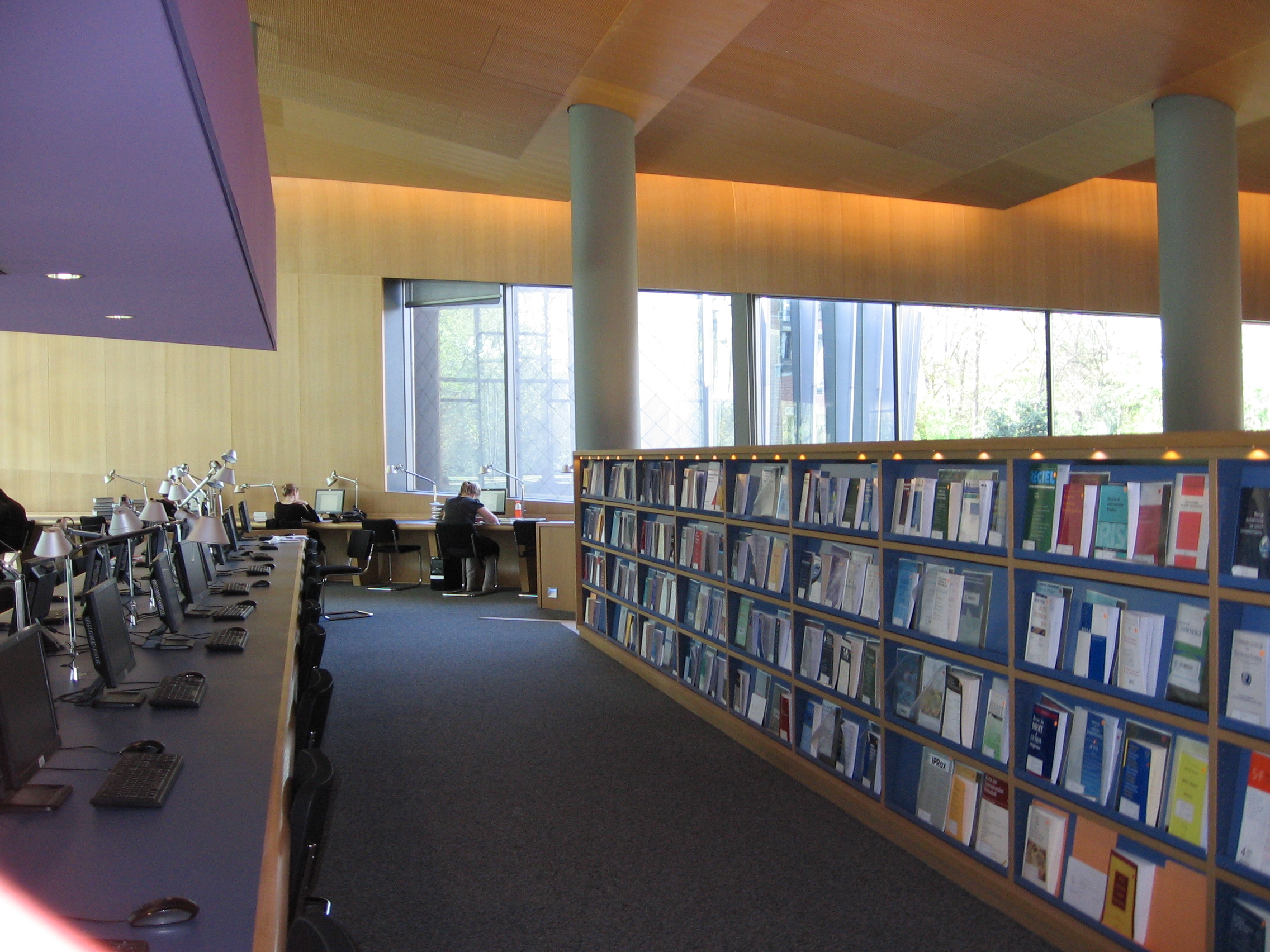
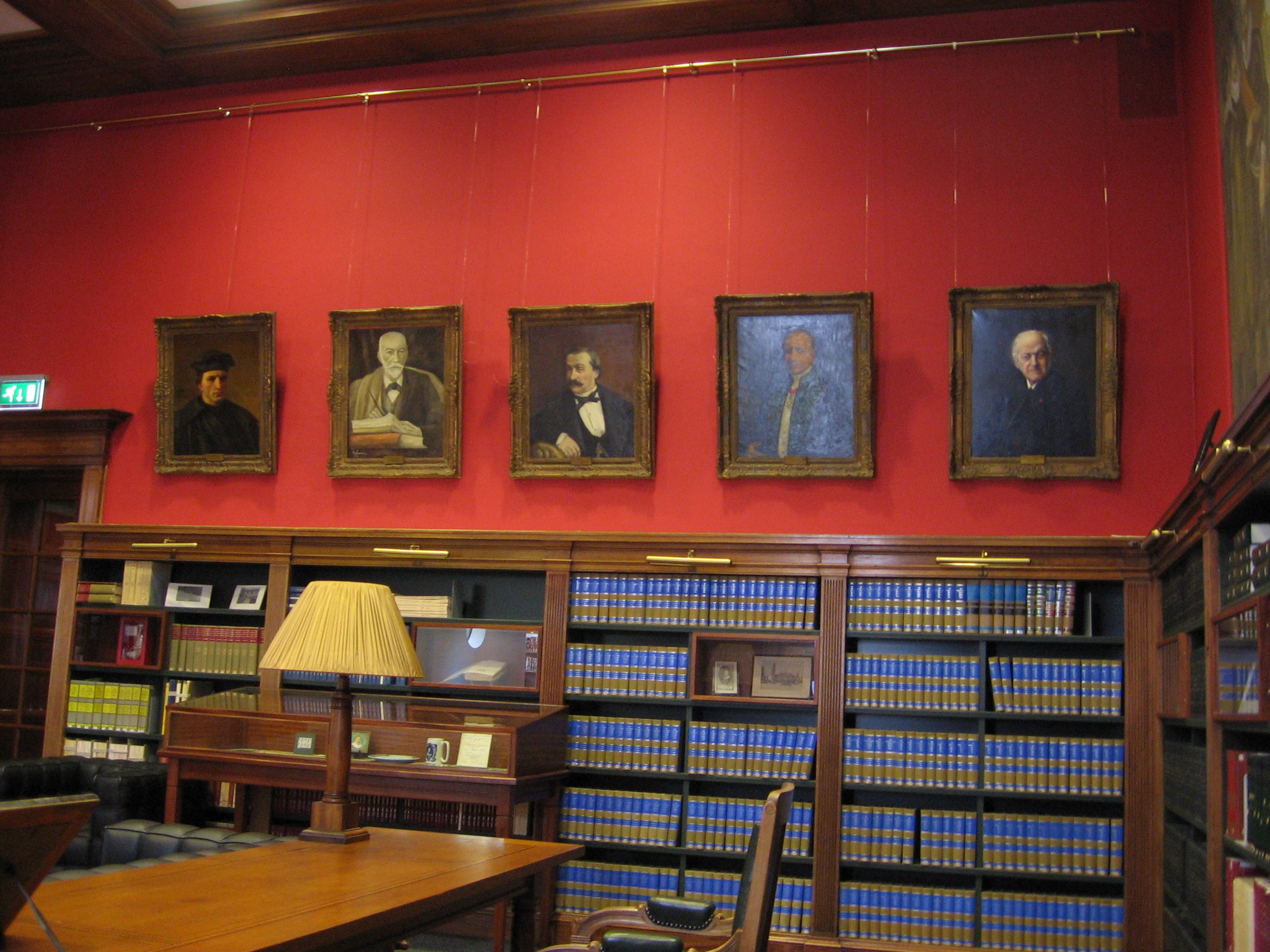

## Sources
- (en) Cet article est partiellement ou en totalité issu de l’article de Wikipédia en anglais intitulé « Peace Palace Library » (voir la liste des auteurs).